# Petra van Oyen
Petra van Oyen (* 25. April 1961 in Trier) ist eine deutsche Unternehmerin. Sie ist außerdem ehemalige TV-Sportmoderatorin und Tennisspielerin.

## Lebenslauf
Van Oyen schloss in Trier ihre Schullaufbahn mit der mittleren Reife ab. Sie startete bei den Junioren des Sportvereins ETuF Essen. 
Bei den Internationalen Deutschen Jugendmeisterschaften gewann sie 1978 mit siebzehn Jahren. Später gewann sie zweimal die deutsche Meisterschaft im Tennis. Sie beendete ihre sportliche Laufbahn 1983 verletzungsbedingt.
Sie nahm mit dem Porsche Classic 1978 an einem WTA-Turnier teil.
Es folgten 2,5 Jahre Mitarbeit beim ZDF. Im Februar 1987 wechselte sie zum Privatsender RTL, wo sie die folgenden zwölf Jahre ihres Berufslebens verbrachte. Dort moderierte sie unter anderem Nachrichten und wirkte als Reporterin im Tennisbereich sowie beim Boxen, Motorsport und Fußball.
Nach ihrer Arbeit beim Fernsehen folgte ein Engagement bei der Audi AG, wo sie die Leitung der Sport-Kommunikation des Unternehmens übernahm.
Nachdem sie bereits zuvor die Firmenanteile ihrer Brüder übernommen hatte, führt sie seit Sommer 2004 die Geschäfte der von ihrem Vater gegründeten Pavoy GmbH.